# Festival de Cinema de Telluride
El Festival de Cinema de Telluride és un festival de cinema anual celebrat a Telluride, Colorado, durant el cap de setmana del dia del treball.

## Història
El festival fundat en 1974 per Scott Brown, president del Consell per a les Arts i Humanitats de Telluride; Bill i Stella Pence, Tom Luddy i James Card de Eastman-Kodak Film Preserve.
En 2007 els Pences es van retirar del projecte. Julie Huntsinger i Gary Meyer van ser contractats per dirigir el festival amb Tom Luddy. Huntsinger actualment és el director executiu.
En 2010, el festival es va associar amb l'Escola de Teatre, Cinema i Televisió de l'UCLA. D'aquesta associació va néixer FilmLab, programa que s'enfoca en la producció cinematogràfica, destinat per a deu cineastes seleccionats de la UCLA. L'associació es va estendre en 2012, els dos socis van crear un programa de cinema curat mútuament al campus de l'UCLA a Westwood, Los Angeles.

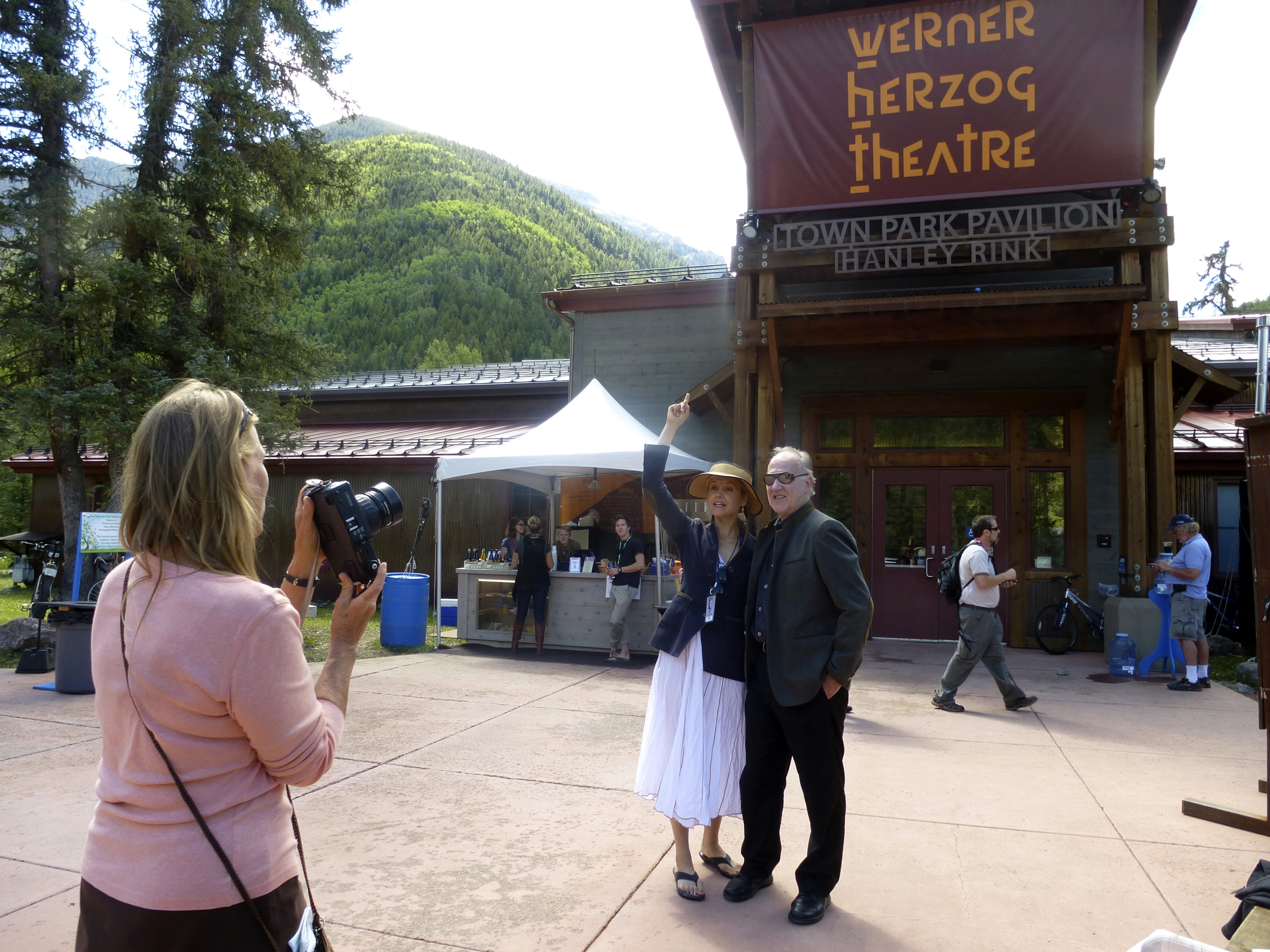
Werner Herzog i Lena Herzog al festival en 2013.

En 2013 el festival va celebrar el seu aniversari número 40 amb la incorporació d'un nou espai, el Teatre Werner Herzog, i un dia més de programació.

## Programa
El programa consta de pel·lícules, i hi ha una tradició informal que estableix que perquè les noves pel·lícules siguin idònies per al festival, han d'haver-se estrenat per primera vegada als Estats Units. El Festival de Cinema de Telluride està ben situat en el rang internacional de festivals de cinema, la seva posició es troba després del Festival Internacional de Cinema de Canes, però abans que el Festival Internacional de Cinema de Toronto i el Nova York Film Festival. La seva insistència amb les estrenes ha portat al festival a estar relacionat amb el descobriment de noves pel·lícules, directors i directores de cinema. I és veritablement cert en el cas de Michael Moore (qui va mostrar la seva primera pel·lícula Roger & Me allí, en 1989) i Robert Rodríguez (qui va exposar el seu primer treball El Mariachi en un festival per primera vegada, l'any 1992). El festival també ha tingut estrenes de pel·lícules americanes com My Dinner with Andre (Louis Malle, 1981), Vellut blau (David Lynch, 1986), Brokeback Mountain (Ang Lee, 2005), The Imitation Game (Morten Tyldum, 2014), Moonlight (Barry Jenkins, 2016), i Lady Bird (Greta Gerwig, 2017).
Des de 1995, anualment es premia amb una medalla especial a, normalment, algú o alguna cosa (específicament no director) que hagi tingut un gran impacte a Amèrica o la cultura de cinema internacional. Alguns dels premiats en anys anteriors han estat HBO, la revista francesa de cinema Positif, Ted Turner i Janus Films.

### La Medalla de Plata
Cada any, també, el festival realitza tres homenatges a tres persones diferents, i cadascuna és guardonada amb la medalla de plata del Festival de Cinema de Telluride. L'any 1974 es va homenatjar a Francis Ford Coppola, Gloria Swanson i Leni Reifenstahl, i des de llavors personatges com Penélope Cruz, Clint Eastwood, Jodie Foster, Ang Lee o David Lynch també han rebut el premi.